# António dos Santos (Bischof)
António dos Santos (* 14. April 1932 in Vagos, Distrikt Aveiro, Portugal; † 26. März 2018 in Guarda, Distrikt Guarda, Portugal) war ein portugiesischer Geistlicher und römisch-katholischer Bischof von Guarda.

## Leben
António dos Santos empfing am 1. Juli 1956 in Albergaria-a-Velha die Priesterweihe für das Bistum Aveiro. Er war Pfarrer im Bistum Aveiro und Generalvikar.
Papst Paul VI.  ernannte ihn am 6. Dezember 1975 zum Titularbischof von Tabbora und zum Weihbischof in Aveiro. Die Bischofsweihe spendete ihm der Apostolische Nuntius in Portugal, Erzbischof Giuseppe Maria Sensi, am 4. April 1976; Mitkonsekratoren waren Manuel d’Almeida Trindade, Bischof von Aveiro, und Erzbischof Manuel Dos Santos Rocha, Bischof von Beja.
Papst Johannes Paul II. ernannte ihn am 17. November 1979 zum Bischof von Guarda. Am 1. Dezember 2005 nahm Papst Benedikt XVI. sein Rücktrittsgesuch aus gesundheitlichen Gründen an.